# Geneta gegant
La geneta gegant (Genetta victoriae) és un mamífer carnívor, relacionat amb els linsangs i les civetes. Viu a Uganda i parts de la República Democràtica del Congo.Té una longitud de cos que varia de 50 a 60 centímetres, una cua que fa entre 45 i 55 centímetres, i una pes entre 1,5 i 3,5 quilos. El pelatge és d'una coloració vermellosa o marró groguenc, amb taques fosques. La cua té diversos anells amb l'extrem negre. Presenta una cresta dorsal fosca.